# Iso (djur)
Iso är ett släkte av fiskar. Iso ingår i familjen Notocheiridae, av ordningen Silversidartade fiskar. Klassificering i egen familj, Isonidae, skild från Notocheirus, förekommer också (se de:Iso (Gattung)).
Iso kan uppnå längd upp till 8 cm och lever i Stilla Havet och Indiska Oceanen.
Kladogram enligt Catalogue of Life:
| Iso | \| \| Iso flosmaris \| \| \| \| \| \| Iso hawaiiensis \| \| \| \| \| \| Iso natalensis \| \| \| \| \| \| Iso nesiotes \| \| \| \| \| \| Iso rhothophilus \| \| \| \| |
|     | \| \| Iso flosmaris \| \| \| \| \| \| Iso hawaiiensis \| \| \| \| \| \| Iso natalensis \| \| \| \| \| \| Iso nesiotes \| \| \| \| \| \| Iso rhothophilus \| \| \| \| |
|     | Notocheirus |
|     | |
|     | Iso flosmaris |
|     | |
|     | Iso hawaiiensis |
|     | |
|     | Iso natalensis |
|     | |
|     | Iso nesiotes |
|     | |
|     | Iso rhothophilus |
|     | |

|  | Iso flosmaris    |
|  |                  |
|  | Iso hawaiiensis  |
|  |                  |
|  | Iso natalensis   |
|  |                  |
|  | Iso nesiotes     |
|  |                  |
|  | Iso rhothophilus |
|  |                  |